# R&R Ice Cream

Logo von R&R Ice Cream

R&R Ice Cream war der Name eines Speiseeisherstellers mit Sitz im englischen Leeming Bar. Das Unternehmen war ein Zusammenschluss der britischen Firma Richmond Foods mit der deutschen Roncadin GmbH und ging 2016 im Unternehmen Froneri Ltd. auf.

## Geschichte
Jonathan Ropner, ein Landwirt im englischen Yorkshire, übernahm 1985 den lokalen Eiskremhersteller Cardosi und gründete Richmond Foods. 1998 erfolgte die Fusion mit der Treats Group Plc. und ein Jahr später die Übernahme von Allied Frozen Foods. Im Jahr 2004 kaufte Richmond Foods die Firma De Roma.
2006 übernahm der US-amerikanische Investmentfonds Oaktree Capital Richmond Foods zum Zusammenschluss mit dem deutschen Eiscremeproduzenten Roncadin. 2007 wurden die beiden Schwesterfirmen Roncadin und Richmond Foods zusammengeführt und trugen seither den gemeinsamen Namen R&R Ice Cream.
Im Frühjahr 2013 verkaufte Oaktree die R&R Ice Cream-Gruppe an den französischen Private-Equity-Fonds PAI partners.
Im Oktober 2016 fusionierte R&R Ice Cream mit der Eiscremesparte von Nestlé (u. a. Schöller) zum neuen Gemeinschaftsunternehmen Froneri.